# John Hughes (cầu thủ bóng đá, sinh năm 1921)
John Norman Hughes (10 tháng 7 năm 1921 - 31 tháng 8 năm 2003) là một cầu thủ bóng đá người Anh thi đấu ở Football League cho Birmingham City.
Sinh ra ở Tamworth, Staffordshire, Hughes thi đấu ở bóng đá non-league trong Thế chiến thứ II. Là một cầu thủ đa năng, ông gia nhập Birmingham City vào tháng 6 năm 1947, và có màn ra mắt ngày 6 tháng 9 năm 1947 trong chiến thắng 2-1 trên sân nhà trước Luton Town ở Second Division. Ông thi đấu thêm hai trận ở vị trí tiền đạo phải, và ba trận ở vị trí tiền đạo trái ở mùa giải First Division 1948-49, nhưng sau đó trở lại non-league với Tamworth và sau đó là Atherstone Town. Năm 1955 ông được bổ nhiệm làm trợ lý huấn luyện viên của Tamworth.